# こちらあみ子
『こちらあみ子』（こちらあみこ）は、今村夏子の短編小説、およびそれを表題作とする短編集。2022年に映画化された。

## 概要
2010年、第26回太宰治賞を受賞した短編「あたらしい娘」が、2011年1月に筑摩書房から出版されるのに際し「こちらあみ子」と改題された。
単行本『こちらあみ子』は新作中編「ピクニック」を併録している。同書は2011年、第24回三島由紀夫賞を受賞。2014年6月、ちくま文庫にて文庫化された際、さらに新作「チズさん」が併録されている。

## あらすじ
広島の公立小学校に通う5年生の「あみ子」は、純粋無垢だが他人の気持ちが分からず、授業中に騒ぐ等、トラブルの多い少女だった。同級生の「のり君」が好きだが、迷惑この上ない「のり君」。家族が誕生日パーティーを開いてくれても、プレゼントのトランシーバーに夢中で、せっかくのご馳走を残す「あみ子」。流行のトランシーバーは欲しかったが友達はおらず、「こちら『あみ子』」と呼びかけても、応答は返って来なかった。
妊娠中だった母・さゆりが死産した。良かれと思って庭に「弟の墓」を作る「あみ子」。それまで気持ちを押さえていた母は、墓を見て泣き叫び、以来、何も出来ず寝て過ごす状態になってしまった。妹思いの優しい兄・考太も暴走族になった。
中学生になる「あみ子」。不良の兄が校内で恐れられている為にイジメには合わないが、相変わらず友達はいない。会社員の父・哲郎は、制服のまま寝て何日も風呂に入らない「あみ子」に、スーパーの惣菜を与えることしか出来なかった。自分の部屋で聞こえる謎の音を、「成仏できない弟の霊」だと騒ぐ「あみ子」。父は苦しげに「女の子だった」と告げたが、父の気持ちが分からない「あみ子」は、空想のお化けたちと無心に遊ぶばかりだった。
公立高校に進んでも、テスト中に「♪お化けなんかないさ〜」と童謡を歌う「あみ子」。「あみ子」にしつこく絡まれた「のり君」は、耐えきれずに「あみ子」の鼻の骨が折れるほど殴りつけた。諦めたように「引っ越そう」と話す父に、「離婚だ、離婚だ！」と興奮する「あみ子」。
部屋の物音は、ベランダに巣を作った鳥の仕業だった。高校を中退し、父と二人で田舎の祖母の家に移る「あみ子」。だが父は広島の家に帰ると言う。「あみ子」一人が祖母の家に預けられたのだ。朝の海岸でお化けたちの乗った小舟を見送った「あみ子」は、水が冷たいという人声に、元気に「大丈夫！」と応えるのだった。

## 映画
本作が初監督作となる森井勇佑により映画化され、2022年7月8日に公開された。
主人公・あみ子を演じる大沢一菜は、応募総数330名の中から選ばれた新人。

### キャスト
- あみ子：大沢一菜
- お父さん・哲郎：井浦新
- お母さん・さゆり：尾野真千子
- 考太：奥村天晴
- のり君：大関悠士
- 坊主頭：橘高亨牧
- 保健室の先生：播田美保
- おばあちゃん：黒木詔子
- 幼い日のあみ子：桐谷紗奈
- 幼き日の考太：兼利惇哉
- 学校の先生：一木良彦
- 校長先生：柿辰丸

### スタッフ
- 監督・脚本：森井勇佑
- 企画・プロデュース：近藤貴彦
- プロデューサー：南部充俊、飯塚香織
- 音楽：青葉市子
- 撮影・照明：岩永洋
- 録音：小牧将人
- 美術：大原清孝
- 編集：早野亮
- 衣装：纐纈春樹
- ヘアメイク：寺沢ルミ
- 整音：島津未来介
- 音響効果：勝亦さくら
- スチール：三木匡宏
- 助監督：羽生敏博
- タイトルデザイン：赤松陽構造
- 主題歌：青葉市子「もしもし」
- 配給：アークエンタテイメント
- 製作幹事／製作プロダクション：ハーベストフィルム、エイゾーラボ

### 受賞歴
- 第27回新藤兼人賞
  - 金賞（森井勇佑監督）[7]
- 第14回TAMA映画賞
  - 最優秀新進監督賞（森井勇佑）[8]
- 第77回毎日映画コンクール
  - 音楽賞（青葉市子）[9]
- 第36回高崎映画祭
  - 新進監督グランプリ（森井勇佑）[10]
  - 最優秀新人俳優賞（大沢一菜）[11]
- 第96回キネマ旬報ベスト・テン 日本映画ベスト・テン 第4位[12]
- 第52回ロッテルダム国際映画祭Bright Future部門出品[13]
- 第32回日本映画プロフェッショナル大賞
  - 作品賞[14]
  - 新人監督賞（森井勇佑）[14]